# Nemirna kri
»Nemirna kri« je skladba slovenske pevke Sendi, izdana leta 1995 na istoimenskem albumu.
Sicer z izposojeno melodijo ruske disko uspešnice iz leta 1989, z istim tempom in dolžino.

## Nastanek
Za skladbo posneto v studiu Sound Discovery v Zagrebu, izdano pri založbi Mandarina, je besedilo napisala Sandra Zupanc "Sendi", producent in aranžer je bil Daniel Popovič; originalno glasbo pa je napisal ruski skladatelj, sicer ustanovitelj in avtor večine skladb skupine Miraž (Мираж), Andrej Litjagin.
Izvirnik je sovjetska (ruska) disko uspešnica »Музыка нас связала (Glasba naju povezuje)« (1989) z albuma Снова вместе (Spet skupaj) skupine Miraž, proglašena za skladbo leta v Sovjetski zvezi.

## Zasedba

### Produkcija
- Andrej Litjagin – glasba (original iz leta 1989)
- Sendi – besedilo (avtorsko)
- Daniel Popovič – kitara, aranžma, producent
- Remo Cartagine – programiranje
- Silvester Žnidaršič – mastering, mix
- Oliver Antauer – spremljevalni vokal

## Uradni videospot
Je režiral Vinci Vogue Anžlovar, posnet pa v prostorih zapuščene tovarne Litostroj; in sicer v dance slogu in v koprodukciji Vogart Productions in z Kobe Studio. Video verzija je za minuto krajše od albumske.